# آینو-کایسا سارینن
آینو-کایسا سارینن (فنلاندی: Aino-Kaisa Saarinen؛ زادهٔ ۱ فوریهٔ ۱۹۷۹) اسکی‌باز صحرانوردی اهل فنلاند بود.